# ان‌جی‌سی ۳۷۳۸
ان‌جی‌سی ۳۷۳۸ (انگلیسی: NGC 3738) نام یک کهکشان در صورت فلکی خرس بزرگ است.